# بيوت غانم (حزم العدين)

تعديل مصدري - تعديل

بيوت غانم محلة تابعة لقرية تفتان، التابعة لعزلة بني اسعد بمديرية حزم العدين إحدى مديريات محافظة إب في الجمهورية اليمنية، بلغ تعداد سكانها 28 حسب تعداد اليمن لعام 2004.